# Arcady
Arcady is een Ierse traditionele folkband die maar een kort bestaan heeft gekend. De band werd eind jaren '80 opgericht door de befaamde bodhrán speler Johnny McDonagh bekend van De Dannan. Hij bracht voor de twee albums die hij zou produceren een flink aantal muzikanten bij elkaar. Dit waren Sharon Shannon (trekzak), Brendan Larrisey, Frances Black (zang), Peter O'Hanion, Tommy McCarthy, Louise Costello, Derek Hickey, Seán Keane (viool), Cathal Hayden, Gerry O'Connor, Patsy Broderick, Nicolas Quemener (gitaar), Jackie Daly (trekzak), en Niamh Parsons (zang).
Het eerste album uit 1991 After the Ball werd een groot succes, daarna bleef het een flinke tijd stil tot in 1995 het volgende album Many Happy Returns op de markt kwam.